# Pedro de Obarrio
Pedro de Obarrio y Guerrero (Ciudad de Panamá, 29 de septiembre de 1796 - 1845) fue un político colombiano, siendo gobernador de la provincia de Panamá entre 1836 y 1840.

## Biografía
Fue hijo de Pedro de Obarrio y Aguiar y de Clara María Guerrero y Ponce de León. Contrajo matrimonio en 1821 con Estefanía Pérez de Ochoa.
Siendo segundo cónsul y apoyando el movimiento secesionista de Juan Eligio Alzuru, el 9 de julio de 1831 firmó el Acta de Proclamación de Independencia del departamento de Panamá de la Nueva Granada. En febrero de 1836 reemplazó a Manuel José Hurtado (padre) como gobernador de Panamá y con la excepción de Ricardo Arango, Obarrio fue el único que logró completar su período administrativo como gobernador de Panamá durante el período de la unión del istmo a Colombia.
En materia administrativa, le tocó inaugurar la primera escuela de niñas en el istmo el 16 de julio de 1836. También inauguró los Institutos del Carmen y de la Merced en la capital, escuelas en Chepo y en la isla de San Miguel. En 1839 instaló el tribunal del distrito judicial del istmo.
También se encargó de resolver el caso Russell, donde el 20 de enero de 1836 hubo una riña de dos panameños con el vicecónsul inglés Joseph Russell y tras una sentencia judicial desfavorable para Russell (donde el inglés fue sentenciado a seis años de cárcel, el consulado fue cerrado y los panameños fueron absueltos) ocasionó una reacción airada del Reino Unido, que envió una escuadra de buques que bloquearon los puertos del Caribe colombiano y un buque de guerra directo a la Ciudad de Panamá. Obarrio, quien asumió el cargo de gobernador justo después del incidente, conformó un cuerpo de guardias para defender el territorio y encargó al general Pedro Alcántara Herrán para ello. La situación casi derivó en la guerra entre Nueva Granada e Inglaterra, pero por la gestión del general José Hilario López la polémica fue resuelta en diciembre de 1836 y el bloqueo inglés terminó el 2 de febrero de 1837.
Entregó el cargo de gobernador en 1840 a Carlos de Icaza Arosemena y tras la proclamación del Estado del Istmo el 18 de noviembre del mismo año, fue electo senador del nuevo congreso en 1841. No obstante, no acudió a su cargo debido a que el secretario de relaciones exteriores Mariano Arosemena lo nombró agente confidencial en San José (Costa Rica) para discutir directamente con el Jefe de Estado Braulio Carrillo y firmar un tratado de reciprocidad entre ambas naciones (Tratado Carrillo-Obarrio) acordado el 22 de septiembre de 1841. No obstante, el tratado nunca entró en efecto debido a que Costa Rica lo promulgó el 22 de enero de 1842, días después que el Estado del Istmo se reincorporara a la Nueva Granada.
En 1842 fue a Bogotá en calidad de senador por Panamá y asistió a la décima legislatura ordinaria. Falleció en 1845.
El 5 de agosto de 1910, el consejo municipal del distrito de Panamá dispuso nombrar una calle de la capital como Pedro de Obarrio, por su labor como gobernador de Panamá. Posteriormente, en 1934 nuevamente el consejo municipal de Panamá bautizó con dicho nombre a una calle ubicada en el populoso corregimiento de El Chorrillo. También fue abuelo de Matilde de Obarrio, activista feminista y fundadora de la Cruz Roja Panameña.